# Begründung
Als Begründung oder Rechtfertigung (altgriechisch λόγον διδόναι logon didonai, engl.: justification) wird in der Philosophie die Darlegung von Gründen für eine These verstanden. In der strengen logischen Form spricht man von einem Beweis. Im 20. Jahrhundert sehr prominent ist der Versuch, Begründung durch wissenschaftliche Erklärung zu erreichen. Ein jüngerer Sonderfall sind Argumentationen, die im rationalen Dialog zur Zustimmung gebracht werden können. Begründungsversuche, die zu einem letzten, unumstößlichen Grund gelangen wollen, wurden zuletzt vor allem unter dem Stichwort Letztbegründung diskutiert.

## Begriffsklärungen
Nach dem üblichen Sprachgebrauch können vor allem Urteile und Entscheidungen begründet werden. Begründen kann nach Wolfgang Kuhlmann dabei als ein fünfstelliges Prädikat aufgefasst werden: Person A begründet das Urteil U oder Entscheidung E im Hinblick auf den Geltungsanspruch G durch das Argument Z für den Adressaten B. 
Das Zustandekommen einer Begründung ist an folgende Bedingungen gebunden:
1. A hat ein Urteil U gefällt bzw. eine Entscheidung E getroffen.
2. Bei A oder anderen erheben sich Zweifel, ob das Urteil U wahr bzw. die Entscheidung E richtig ist.

Die Funktion von Begründung wird oft bestimmt als ein Mittel, wahre Meinungen oder richtige Entscheidungen zu ermöglichen. An dieser Auffassung wird kritisiert, dass Aussagen oder Entscheidungen durch Begründungen nicht wahrer bzw. richtiger werden als sie sind. Bei Begründungen gehe es daher eher um Sicherheit und Kontrolle. Sie verschaffen uns größere Gewissheit, dass eine Aussage wahr oder eine Handlung richtig ist.
Begründungen erfolgen durch Rekurs auf etwas anderes als das zu Begründende. Zu unterscheiden sind dabei nach Kuhlmann die Begründung durch Ableitung und die reflexive Begründung (durch transzendentale Argumente).
Die Begründung durch Ableitung stellt den Standardtyp der Begründung dar. Er liegt vor, wenn ein problematisches x (Urteil oder Entscheidung) durch ein oder mehrere unproblematische y (deduktiv oder induktiv) gefolgert wird. Dabei kann zwischen linearen und kohärentistischen Begründungen unterschieden werden. Lineare Begründungen sind durch eine Begründungsrichtung ausgezeichnet: ein bestimmtes y soll als Fundament für x dienen und nicht umgekehrt. Bei kohärentistischen Begründungen fällt die Auszeichnung der Begründungsrichtung fort: x gilt als begründet, wenn es als Knotenpunkt in einem Netzwerk von wechselseitigen Beziehungen von mehreren y verstanden werden kann.
Bei linearen Begründungen wird unterstellt, dass es Sicherheit unabhängig von Begründung durch Ableitung schon gibt (in Prinzipien, Basissätzen etc.). Diese wird dann durch eine Ableitung an das zu begründende x „transportiert“. Die Kraft der Begründung ist dabei abhängig von der Gewissheit der verfügbaren Prämissen sowie von der Zuverlässigkeit des Ableitungsverfahrens. Lineare Begründungen sind erkenntnistheoretisch insofern problematisch als ihre Basis nicht ihrerseits sinnvoll durch Ableitung begründet werden kann, um nicht in das Regressproblem verwickelt zu werden.
Kohärentistische Begründungen transportieren dagegen nicht nur schon vorhandene Sicherheit, sondern erzeugen auch selbst Sicherheit. Je stabiler sich das Netz von wechselseitigen Begründungsbeziehungen zwischen Aussagen über einen Gegenstandsbereich erweist, desto größer wird die Sicherheit. Problematisch sind hier allerdings die Prinzipien der Kohärenz selbst, die das wechselseitige Sich-Stützen der Aussagen ermöglichen sollen, da sie nicht selbst kohärentistisch begründet werden können.
Reflexive Begründungen werden im Gegensatz zu den beiden anderen Begründungs-Typen praktisch nur in der Philosophie zur Begründung letzter Prinzipien verwendet. Sie sind nur anwendbar, wenn das zu begründende x eine reflexive Struktur aufweist, d. h. zugleich vom Untersuchenden subjektiv zur Untersuchung in Anspruch genommen werden muss. Die bei der reflexiven Begründung hergestellte Sicherheit wird dabei nicht transportiert, sondern erzeugt und soll ihrem Anspruch nach eine absolute Sicherheit gewährleisten; siehe auch Absolutheitsanspruch. Das Hauptproblem dieses Begründungstyps liegt nach Kuhlmann darin, dass mit ihm nur sehr wenig materialer Gehalt begründet werden kann und die hermeneutischen Verfahren, mit denen diese weiter expliziert werden können, nicht als sehr zuverlässig gelten.

## Epistemische Rechtfertigung
Als epistemische Rechtfertigung wird in der Erkenntnistheorie eine Bedingung verstanden, die eine wahre Überzeugung erfüllen muss, um Wissen zu sein. Dabei wird auf die klassische Definition des Wissens als gerechtfertigte und wahre Meinung zurückgegriffen. Eine Analyse dieses Wissensbegriffs führt jedoch zu Problemen, die bekanntesten sind die als Gettier-Probleme bezeichneten Gegenbeispiele. Grob gesagt bezeichnet Rechtfertigung dabei das Vorliegen guter Gründe dafür, dass ein Erkenntnissubjekt eine Meinung hat und mit Gewissheit an sie glaubt. Es existieren zahlreiche Ansätze, die Definition der Rechtfertigung zu vervollständigen, dass die Probleme des Wissensbegriffs vermieden werden. Dabei lassen sich externalistische und internalistische Ansätze unterscheiden. Durch die Benennung der Probleme des Erkenntnistheoretischen Fundamentalismus hat die Debatte um die Rechtfertigung eine Richtung genommen, die die Ansprüche eines harten realistischen Externalismus wie den auf einer bewusstseinstheoretischen Letztbegründung zurückweist.

## Argumentationstheoretische Ansätze
Stephen Toulmin, einer der Pioniere der Argumentationstheorie, hat ein Begründungsschema entwickelt, in dem ein Verbindungsgrund (der 'Warrant', eine Art Übergangsregel) die eigentliche Begründung in einer Argumentation ausmacht. Diese Übergangsregel bildet den Zusammenhang zwischen der Prämisse (Ground, Evidence, Data) und der Konklusion (Claim).
In etlichen Richtungen der Argumentationstheorie wird versucht die deduktive Struktur der Logik mit quasilogischen Inferenzen zu erweitern, die geeignet sind, Übergänge in Begründungen zu bilden. Christoph Lumer entwickelt Argumentationsschemata, die durch Gültigkeitsbedingungen definiert und durch Adäquatheitsbedingungen angegeben werden. Die Wahrheitsanforderungen werden dadurch erfüllt, dass die praktische Begründung zugleich eine triftige epistemische Begründung für eine bestimmte These ist; die epistemische Begründung und diese These zusammen bilden dann eine gültige und adäquate Argumentation.
Um dem Relativismus bei einer Begründung zu entgehen, wird von Josef Kopperschmidt vorgeschlagen, die Argumentationstheorie mit dem Universalisierungsansatz von Jürgen Habermas anzureichern. Das „Universelle Auditorium“ verschaffe einer Begründung das Gültigkeitskriterium „überzeugend“.
Für Harald Wohlrapp ist das Begründungsprinzip eins von vier Prinzipien der Argumentation:

„Behauptungen weisen ihren Orientierungsgehalt in Begründungen aus. Begründungen sind Konstruktionen, mit denen neue Theorie an epistemische Theorie (bewährte Orientierungen) rückgebunden wird.“

## Begründung im rationalen Dialog
Der Good Reasons Approach (Position der guten Gründe) ist eine Richtung der Moralphilosophie im angelsächsischen Bereich die unter anderem der Frage nachgeht, warum man moralisch sein soll. Gegen positivische und emotivische Verständnisse wird eine rationale Begründung zu erweisen versucht. Vertreter dieser Richtung sind Kurt Baier, Kai Nielsen, Marcus George Singer, Patrick H. Nowell-Smith, Paul W. Taylor und Stephen Toulmin.
Aus Ansätzen der „vernünftigen Beratung“ bei Wilhelm Kamlah, Paul Lorenzen und Oswald Schwemmer und der „idealen Sprechsituation“ bei Jürgen Habermas entwickelte Friedrich Kambartel Eigenschaften für eine Begründung im rationalen Dialog.
- Unvoreingenommenheit. Bereitschaft, vorausgesetzte Orientierungen zurückzustellen.
- Zwanglosigkeit. Es treten keine Zustimmungs- oder Ablehnungsakte auf, die auf Zwänge zurückzuführen sind.
- Nicht überredend. Gemeinsamkeit wird nicht aufgrund von Argumentationsschwächen einiger Teilnehmer erschlichen.

Das Gelingen einer Begründung für geäußerte Geltungsansprüche ist an die Durchführung eines solchen rationalen Dialoges gebunden.

## Deduktive Begründungen
Man kann die Gründe einer These selbst in Frage stellen und nach deren Begründung fragen. Die dabei zur Begründung verwendeten Aussagen lassen sich ebenfalls hinterfragen.
Zwar beruhen viele Begründungen wie etwa die Axiome der Mathematik auf Übereinstimmung. Entsprechendes gilt für Sätze, die eine unmittelbar zugängliche Wahrnehmung wiedergeben wie „Das Thermometer vor mir zeigt gegenwärtig mehr als 100 Grad Celsius an“. Über eine solche Aussage lässt sich in der Regel ohne Probleme ein intersubjektiver und dauerhafter Konsens herstellen, indem man sagt: „Überzeuge Dich doch mit Deinen eigenen Augen von der Richtigkeit der Aussage!“
Allerdings sind derartige Aussagen nicht unbezweifelbar, wie Karl Popper in seiner Kritik an der Konzeption der „Basissätze“ (oder „Protokollsätze“) der Positivisten gezeigt hat. So könnte man im angeführten Beispiel bezweifeln, dass es sich um ein Thermometer handelt. Es könnte vielleicht auch ein Hygrometer sein.
Die Frage ist, ob man die übereinstimmenden Wahrnehmungen mehrerer Beobachter als hinreichende Begründung gelten lassen will. Hierzu werden unterschiedliche Positionen vertreten. Eine weit verbreitete Position besagt: Solange es keinen konkreten Grund für einen Zweifel gibt, bilden die übereinstimmenden Wahrnehmungen der Individuen eine tragfähige Grundlage für darauf aufbauende empirische Theorien.
Dagegen sehen Vertreter des Fallibilismus wie z. B. Hans Albert hier einen willkürlichen Abbruch der Begründung. Albert verwirft das Konzept der Begründung insgesamt, weil es seiner Ansicht nach dem Münchhausen-Trilemma von Zirkelschluss, infinitem Regress oder willkürlichem Abbruch nicht entkommen kann. Nach Mittelstraß' konstruktivistischer Sicht ist es wiederum unsinnig eine Begründung der Begründungsbasis einzufordern, nicht nur, weil dies den infiniten Regress oder Zirkelschluss zur Folge hätte, sondern weil die Begründung in „lebensweltlichen Herstellungszusammenhängen fundiert ist, die Ihrerseits einer theoretischen Grundlage, sei es nun in Form einer empirisch physikalischen oder formalen Geometrie (im Sinne Hilberts) nicht bedürfen.“ Harald Wohlrapp sieht eine Widerlegung des Albertschen Arguments darin, „dass das ganze Szenario völlig abstrakt ist, die Wirklichkeit der [...] thesenbegründenden und -kritisierenden Menschen ignoriert und stattdessen eine künstliche Modellierung wissenschaftlicher Experimentierarbeit verallgemeinert.“

## Ablehnung von Begründungskonzepten
Die Gegenposition zum Begründungskonzept ist ‚nicht auf Begründung abzielende Kritik‘ (eine Synthese von Skeptizismus und Absolutismus), die Behauptungen an sich angreift und die hauptsächlich von einigen Vertretern des Kritischen Rationalismus vertreten wird: W. W. Bartley, David Miller und Karl Popper. (Aber nicht alle Befürworter des Kritischen Rationalismus stellen sich radikal gegen die Rechtfertigungsstrategie; sie wird beispielsweise von John W. N. Watkins vertreten). Aus ihrer Sicht gibt es Begründungen nicht; wenn es sie gäbe, wären sie nutzlos; und sie haben mit Vernunft auch nichts zu tun.
Die genannten Philosophen vertreten eine Auffassung, die entgegen dem aristotelischen Wissens-Begriff die Fragen der Wahrheit und der Gewissheit bzw. die Entscheidbarkeit oder Sicherheit der Wahrheit von Aussagen scharf unterscheidet. Da eine Letztbegründung für sie als unerreichbar gilt, orientiert sie sich auf das wechselnde Verfahren von Konstruktion und Kritik. Es werden in diesem Ansatz keine argumentativen Begründungen eingesetzt. Zur Maximierung der Kritisierbarkeit setzt er die Konstruktion und vergleichsweise Bewertung von kritischen Alternativen zu jeglicher vorgeschlagenen Lösung ein. Er ergänzt sich daher um den Theorienpluralismus; das methodische Verfahren, das sich dabei anbietet, ist ein Theorievergleich.
Bartley nennt auch noch eine dritte Position, die er als Kritischen Rationalismus in einem engeren Sinn bezeichnet, und die er Poppers sozialphilosophischem Werk Die offene Gesellschaft und ihre Feinde zuschreibt. Sie hat die Begründung aufgegeben, aber noch nicht zu ‚nicht auf Begründung abzielender Kritik‘ gefunden. Statt sich auf Kriterien und Autoritäten zu berufen, versucht sie, diese zu beschreiben und zu explizieren.